# Al-Ain Sports and Cultural Club 2002-2003
Questa voce raccoglie le informazioni riguardanti l'Al-Ain Sports and Cultural Club  nelle competizioni ufficiali della stagione 2003-2004.

## Risultati Coppe
- UAE Football League:1º posto
- Coppa del Presidente: Quarti di Finale
- AFC Champions League: Campioni
- UAE Super Cup: Vincitori

## Rosa
| N. |                                | Ruolo | Calciatore     |
| -- | ------------------------------ | ----- | -------------- |
| 1  | Emirati Arabi Uniti (bandiera) | P     | Mutaz Abdulla  |
| 12 | Emirati Arabi Uniti (bandiera) | P     | Waleed Salem   |
| 2  | Emirati Arabi Uniti (bandiera) | D     | Abdullah Ali   |
| 3  | Emirati Arabi Uniti (bandiera) | D     | Fahad Ali      |
| 4  | Emirati Arabi Uniti (bandiera) | D     | Humaid Fakher  |
| 5  | Emirati Arabi Uniti (bandiera) | D     | Ali Msarri     |
| 6  | Emirati Arabi Uniti (bandiera) | D     | Jumaa Khater   |
| 7  | Emirati Arabi Uniti (bandiera) | C     | Ali Al-Wehaibi |
| 8  | Emirati Arabi Uniti (bandiera) | C     | Subait Khater  |
| 11 | Emirati Arabi Uniti (bandiera) | C     | Sultan Rasheed |

| N. |                                | Ruolo | Calciatore          |
| -- | ------------------------------ | ----- | ------------------- |
| 13 | Emirati Arabi Uniti (bandiera) | C     | Gharib Hareb Farhan |
| 14 | Emirati Arabi Uniti (bandiera) | C     | Rami Yaslam         |
| 15 | Emirati Arabi Uniti (bandiera) | C     | Shehab Ahmed        |
| 16 | Emirati Arabi Uniti (bandiera) | A     | Hilal Saeed         |
| 9  | Iran (bandiera)                | A     | Farhad Majidi       |
| 10 | Costa d'Avorio (bandiera)      | A     | Boubacar Sanogo     |
| 19 | Emirati Arabi Uniti (bandiera) | A     | Mohammed Omar Ahmed |
| 28 | Emirati Arabi Uniti (bandiera) | A     | Faisal Ali          |
| 99 | Costa d'Avorio (bandiera)      | A     | Joël Tiéhi          |